# جیلالی سلمی
جیلالی سلمی (انگلیسی: Djilali Selmi؛ زادهٔ ۴ سپتامبر ۱۹۴۶) بازیکن فوتبال اهل الجزایر بود.
وی همچنین در تیم ملی فوتبال الجزایر بازی کرده‌است.